# Vilouna Phetmany
Vilouna Phetmany (laotisch ວິລູນາ ເພັດມະນີ; in Vientiane), Spitzname Tot Lina, ist eine laotische Schauspielerin und Model.

## Biografie
Phetmany wuchs in Vientiane auf. Nach ihrer Grund- und Sekundärausbildung begann sie mit dem Modeln. Außerdem trat sie in verschiedenen Werbespots auf. 2016 bekam sie in dem Film Nong Hak die Hauptrolle.
Anschließend war Phetmany 2019 in dem Film Bor Mi Vanh Chark zu sehen. Außerdem trat sie 2023 in The Signal auf.
Phetmany ist auch unter ihrem Künstlernamen „Tot Lina“ bekannt.

## Filmografie (Auswahl)
Filme
- 2016: Nong Hak
- 2019: Bor Mi Vanh Chark
- 2023: The Signal